# 何宗韓
何宗韩（1678年—1744年），字桐藩，号对溪，雅号何观察，甘肅文县上丹堡人。清朝政治人物。
雍正二年（1724年）甲辰科进士，任礼部仪制清吏司主事。雍正五年，升礼部祠祭司员外郎，旋授江南凤庐道。雍正十一年，补刑部郎中，升大理寺左少卿。著有《敦仁堂记》、《何桐藩先生游记》、《游蜀记程》。